# Szlichtyngowa
Szlichtyngowa là một thị trấn thuộc huyện Wschowski, tỉnh Lubuskie ở tây Ba Lan. Thị trấn có diện tích 2 km². Đến ngày 1 tháng 1 năm 2011, dân số của thị trấn là 1354 người và mật độ 874 người/km².